# Central Nuclear de Trillo
La central nuclear de Trillo és una central nuclear és una de les centrals nuclears que actualment es troben en activitat a la península Ibèrica. Està situada al municipi de Trillo (Guadalajara). La central va ser inaugurada l'any 1987, essent la més moderna del parc nuclear espanyol. El reactor de Trillo pertany a l'anomenada tercera generació de centrals nuclears espanyoles. Aquest reactor és d'aigua a pressió (tipus PWR) el qual té instal·lat una potència elèctrica de 1066 MW. Té dues torres de refrigeració de tir natural com a sistema de refrigeració i utilitza urani enriquit com a combustible. Aquesta central subministra anualment uns 8.000 milions de kWh a tot Espanya.

## Gestió
La gestió d'aquesta central correspon (d'igual manera que la Central nuclear d'Almaraz) a la societat Centrales Nucleares de Almaraz-Trillo (CNAT) i és propietat d'Iberdrola en un 48%, Naturgy en un 34,5%, Hidroelèctrica del Cantábrico en un 15,5% i Nuclenor en un 2%.

## Gestió ambiental
La Central nuclear de Trillo treballa amb cicles de 12 mesos els quals una vegada finalitzen, es fa una parada per a la recàrrega del combustible nuclear i manteniment de la planta. D'igual manera que en altres centrals nuclears, el combustible gastat s'emmagatzema, durant 5 anys mínim, en una piscina refrigerada sotmesa als mateixos nivells de control i seguretat que en el reactor. A Trillo, aquesta piscina es troba en l'interior del mateix edifici de contenció, cosa que assegura l'aïllament i l'absència d'efectes ambientals. Aquesta central també disposa d'un edifici auxiliar on s'emmagatzema una part del combustible gastat a l'interior de contenidors metàl·lics hermètics i blindats per tal de mantenir l'alta seguretat desitjada i no crear cap incidència ambiental.